# Gogołowa
Gogołowa is een dorp in de Poolse woiwodschap Silezië. De plaats maakt deel uit van de gemeente Mszana en telt 1027 inwoners.